# L'Arc~en~Ciel Tribute
L'Arc~en~Ciel Tribute é um álbum de tributo a banda japonesa de rock, L'Arc~en~Ciel, lançado em 13 de junho de 2012 pela Ki/oon Music. Conta com covers de bandas japonesas como SID e Polysics, além de artistas ocidentais como Vince Neil, Eric Martin, Daniel Powter, etc.

## Recepção
Alcançou a quinta posição nas paradas semanais da Oricon Albums Chart.

## Faixas
| N.º | Título               | Cover por      | Duração |  |
| 1.  | "Blurry Eyes"        | Vince Neil     | 4:19    |  |
| 2.  | "NEO Universe"       | Orianthi       | 4:01    |  |
| 3.  | "Rainbow"            | TLC            | 4:19    |  |
| 4.  | "Honey"              | Eric Martin    | 3:42    |  |
| 5.  | "Ready Steady Go"    | Zebrahead      | 3:21    |  |
| 6.  | "Snow Drop"          | Boyz II Men    | 4:33    |  |
| 7.  | "Vivid Colors"       | Maxi Priest    | 3:32    |  |
| 8.  | "Heaven's Drive"     | Michael Monroe | 4:22    |  |
| 9.  | "Stay Away"          | Daniel Powter  | 3:41    |  |
| 10. | "Flower"             | Clémentine     | 5:52    |  |
| 11. | "Seventh Heaven"     | Polysics       | 3:42    |  |
| 12. | "Shout at the Devil" | SID            | 3:38    |  |
| 13. | "Caress of Venus"    | Hemenway       | 4:35    |  |
| 14. | "Driver's High"      | TOTALFAT       | 3:30    |  |